# Poręby (Niepołomice)
Poręby – osiedle Niepołomic położone w północno-wschodniej części miasta. Ważniejsze ulice to : Portowa, Poręby, Skarbowa, Piękna, Rolnicza i Wałowa. Na osiedlu dominuje zabudowa jednorodzinna. Przez osiedle przepływa rzeka Wydziałówka.